# 世界政策
世界政策（ドイツ語: Weltpolitik）は、帝国主義の時代におけるドイツ帝国の外交および植民地政策を意味する。一般的な意味では、国際政治全体における全ての政治的プロセスと、これら全てのプロセスに決定的な影響を及ぼそうとする試みを意味することもある。

## 1900年頃のドイツの世界政策
帝国主義の時代において、世界政策は特に植民地の獲得に関する列強諸国のあらゆる決定に参加できるというドイツ帝国の主張として理解されていた。この主張は、1897年12月6日の帝国議会で、新任のベルンハルト・フォン・ビューロー外相が「誰も日陰に追いやりたくはないが、我々もまた陽のあたる場所にいたい(„Wir wollen niemand in den Schatten stellen, aber wir verlangen auch unseren Platz an der Sonne.“)」と述べたことで公式化された。このような主張は、ヴィルヘルム2世の治世において、帝国建設の延長線上にあるものと解されたのである。具体的には、それはオットー・フォン・ビスマルクが成し遂げたドイツの統一と、それを守るための外交政策が成功した後、第二段階として計画されたドイツの植民地帝国の建設および拡大であった。1895年、国民的経済学者のマックス・ヴェーバーは、フライブルク大学の教授就任講演で以下のように言及した。
我々は、ドイツの統一は列強政策の出発点ではなく、国家が老境に入って犯した若々しいイタズラであり、経費が嵩む為にやめておくべきであっただろうことを理解しなければならない。
1880年代のドイツにおける植民地化運動とは対照的に、ドイツの世界政策への要求は、特定の経済的、社会的、あるいは宣教的な側面よりも、社会進化論の観点から解釈された列強間の競争における国家の威信および自己主張の問題に焦点を当てていた。「後発国」としてのドイツは、今や正当な分け前を要求しなければならないのである。
この世界政策を政治的に表現したのは、新たな海外領土の獲得ではなく、むしろそれは1896年のクリューガー電報事件、1905年と1911年の2度に亘るモロッコ事件、イギリスとの海軍軍拡競争など、対外的に要求し主張する姿勢に現れていた（1896年以降、ドイツ帝国が植民地帝国に加えることができたのは、膠州湾、サラガ地域（ガーナ北東部）、ノイカメルーンに加えて、いくらかの南海の島々のみであった）。このようにして、ドイツ帝国は植民地をもつ列強の輪の中で孤立を深めてしまった。遅くとも1906年以降のイギリスのドレッドノートの出現により帝国海軍は2位に追いやられ、1907年の英露協商および三国協商の完成によって、ドイツの世界政策は失敗に終わったのである。
なぜドイツ帝国がこのような世界政策をとったのかは、学術的にも議論されている。ヴォルフガング・J・モムゼンおよびグレゴール・シェルゲンは、世論の圧力が帝国政府の外交政策に影響を与えるようになったことが原因だと考えている。一方、ハンス＝ウルリッヒ・ヴェーラーは、ドイツの世界政策を社会帝国主義として、「国内の政治的目的のために拡張主義政策を冷静に計算して利用した」と説明している。対外的な成功は、ヴィルヘルム2世の治世における階級社会の内部矛盾から目をそらし、革命的な労働者階級を国家に接近させ、必然的な近代化を回避するためのものと考えられていた。しかし、1912年の帝国議会選挙におけるドイツ社会民主党の成功が示すように、この計算も失敗に終わった。